# Jean-Baptiste Goguen
Pour les articles homonymes, voir Goguen.
Jean-Baptiste Goguen est un marchand, un notaire et un homme politique canadien.

## Biographie
Jean-Baptiste Goguen est né le 13 novembre 1858 à Cocagne, au Nouveau-Brunswick. Son père est Simon P. Goguen et sa mère est Ualie Léger. Il étudie au Collège Saint-Joseph de Memramcook. Il épouse Célina Bourgeois le 10 mai 1880.
Il est député de Kent à l'Assemblée législative du Nouveau-Brunswick de 1892 à 1895 puis de 1903 à 1908, en tant que conservateur.